# Chesneya depressa
Chesneya depressa là một loài thực vật có hoa trong họ Đậu. Loài này được (Oliv.) Popov miêu tả khoa học đầu tiên.